# Бразил, Дерек
Де́рек Майкл Бра́зил (англ. Derek Michael Brazil; 14 декабря 1968) — ирландский футболист и футбольный тренер. Футбольную карьеру начал в английском клубе «Манчестер Юнайтед», впоследствии выступал за валийские клубы «Суонси Сити», «Кардифф Сити», «Ньюпорт Каунти», «Интер Кардифф» и «Хаверфордуэст Каунти». После завершения карьеры игрока тренировал ряд валлийских клубов.

## Клубная карьера
Родился в Фингласе в семье спортсменов (его отец был боксёром и футболистом, братья также были футболистами). Футбольную карьеру начал в команде «Ривермаунт Бойз», также выступал за школьные и юношеские сборные Ирландии. Его просматривали английские клубы «Вест Хэм Юнайтед» и «Челси». После игры юношеских сборных Ирландии и Англии на «Элланд Роуд», в которой Бразил принял участие, предложение о переходе сделали «Челси», «Манчестер Сити» и «Манчестер Юнайтед». Юноша выбрал «Манчестер Юнайтед», хотя «Манчестер Сити» предлагал ему зарплату в два раза выше. Он сыграл в товарищеской игре между сборной Ирландии до 18 лет и первой командой «Манчестер Юнайтед». В том матче Фрэнк Стэплтон, которого должен был опекать Бразил, сделал хет-трик. Тем не менее, главный тренер «Манчестер Юнайтед» Рон Аткинсон похвалил Дерека, заявив, что тот хорошо оборонялся, и что Фрэнк мог бы забить десять голов, если бы не Бразил. 10 марта 1986 года 17-летний Дерек Бразил подписал контракт с «Манчестер Юнайтед». В основном составе «Юнайтед» он дебютировал только спустя три года, 10 мая 1989 года, в матче Первого дивизиона против «Эвертона». 10 февраля 1990 года провёл свою вторую (и последнюю) официальную игру за «Манчестер Юнайтед», выйдя на замену Виву Андерсону в матче Первого дивизиона против «Миллуолла».
Будучи игроком «Манчестер Юнайтед» дважды отправлялся в аренду: в 1990 году в «Олдем Атлетик» и в 1991 году — в «Суонси Сити».
24 августа 1992 года 23-летний Бразил перешёл в «Кардифф Сити» на постоянной основе за 85 тысяч фунтов. В  сезоне 1992/93 он помог команде выиграть Третий дивизион Футбольной лиги, а также Кубок Уэльса.
Из-за регулярных травм Бразил не смог долго выступать на профессиональном уровне. С 1996 по 1998 год он выступал за валлийский клуб «Ньюпорт Каунти», после чего играл за команды валлийского чемпионата «Интер Кардифф» и «Хаверфордуэст Каунти».

## Тренерская карьера
После завершения карьеры игрока работал в тренерском штабе «Кардифф Сити». В октябре 2006 года был назначен главным тренером клуба «Хаверфордуэст Каунти». В ноябре 2010 года был уволен из-за плохих результатов команды.
В феврале 2011 года руководство «Хаверфордуэст Каунти» восстановило его в должности главного тренера. В мае 2011 года он покинул команду после её выбывания из валлийского Премьершипа.
В сентябре 2011 года возглавил валлийский клуб «Гойтре Юнайтед». В следующем году покинул свой пост.

## Достижения
«Кардифф Сити»
- Чемпион Третьего дивизиона Футбольной лиги: 1992/93
- Обладатель Кубка Уэльса: 1993